# Francis v. Resweber
Sprawa State of Louisiana Ex Rel. Francis v. Resweber została rozstrzygnięta przez Sąd Najwyższy USA w roku 1947. Prezesem SN był wtedy Fred M. Vinson.
16-letni (a więc niepełnoletni, co nie stanowiło przeszkody w prawodawstwie tego stanu) Afroamerykanin Willie Francis został skazany na śmierć na krześle elektrycznym za morderstwo w roku 1946. Pierwsza próba egzekucji, w tym samym roku, zakończyła się niepowodzeniem i sprawa trafiła do Sądu Najwyższego.
Wnioskodawcy argumentowali, iż dwukrotne poddawanie egzekucji jest karą okrutną i wymyślną (a takich zabrania 8. poprawka do konstytucji USA), jednakże sąd nie podzielił tej opinii i wyrok utrzymał w mocy. 9 maja 1947 roku Francis został ponownie poprowadzony na krzesło elektryczne i tym razem zmarł.

## Sędziowie, którzy zagłosowali za powtórzeniem egzekucji
- Stanley Reed (wnioskodawca większości)
- Fred M. Vinson (prezes SN)
- Hugo Black
- Robert H. Jackson
- Felix Frankfurter (osobna opinia)

## Głosujący przeciw
- Harold Hitz Burton (wnioskodawca mniejszości)
- William O. Douglas
- Frank Murphy
- Wiley Blount Rutledge